# 半人馬座V803
半人馬座V803（V803 Cen）是由矮氦星輸出質量給白矮星的一種激變雙星。它是獵犬座AM型（AM CVn）激變變星的一個範例。